# Florencia Iglesias
Florencia „Flor“ Iglesias (* in Lanús, Partido Lanús, Provinz Buenos Aires) ist eine ehemalige argentinische Handballspielerin. Sie war eines der ersten Mitglieder der argentinischen Nationalmannschaft im Beachhandball.
Iglesias arbeitet seit 2018 als Tomografietechnikerin am Kinderkrankenhaus „Prof. Dr. Juan Pedro Garrahan“ in Buenos Aires, der führenden Einrichtung ihrer Art in Argentinien.

## Handball
Florencia Iglesias spielte für CI.DE.CO. in der höchsten argentinischen Spielklasse. 2006 und 2007 gewann sie mit CI.DE.CO. jeweils die Hinrunden-Meisterschaft. 2010 war sie mit ihrer Mannschaft argentinische Vizemeisterin.
Nach einem ersten Versuch bei den ersten Pan-Amerikanische Meisterschaften 2004 dauerte es bis 2008, dass Argentinien mit Nachdruck am Aufbau einer Beachhandball-Nationalmannschaft arbeitete. Zur ersten Generation dieser Spielerinnen gehörte auch Iglesias, womit sie neben Florencia Ibarra und Ivana Eliges zu den frühen Nationalspielerinnen ihres Vereins gehörte, der damit neben River Plate das Gros der Mannschaft stellte. Neben den späteren langjährigen Leistungsträgerinnen der Nationalmannschaft, Celeste Meccia, Fernanda Roveta, Ibarra und Eliges gehörte sie zu der Mannschaft, die in einem ersten gemischten Turnier mit Nationalmannschaften und Vereinen in Rawson, das Argentinien auf dem letzten Rang beendete, debütierte. Es folgten die Panamerika-Meisterschaften 2008, wo auch noch Marina Imbrogno zur Mannschaft stieß und Argentinien als viertplatzierte Mannschaft knapp eine Medaille verpasste. Seitdem wurde Iglesias nicht mehr berufen.